# Zanjadora

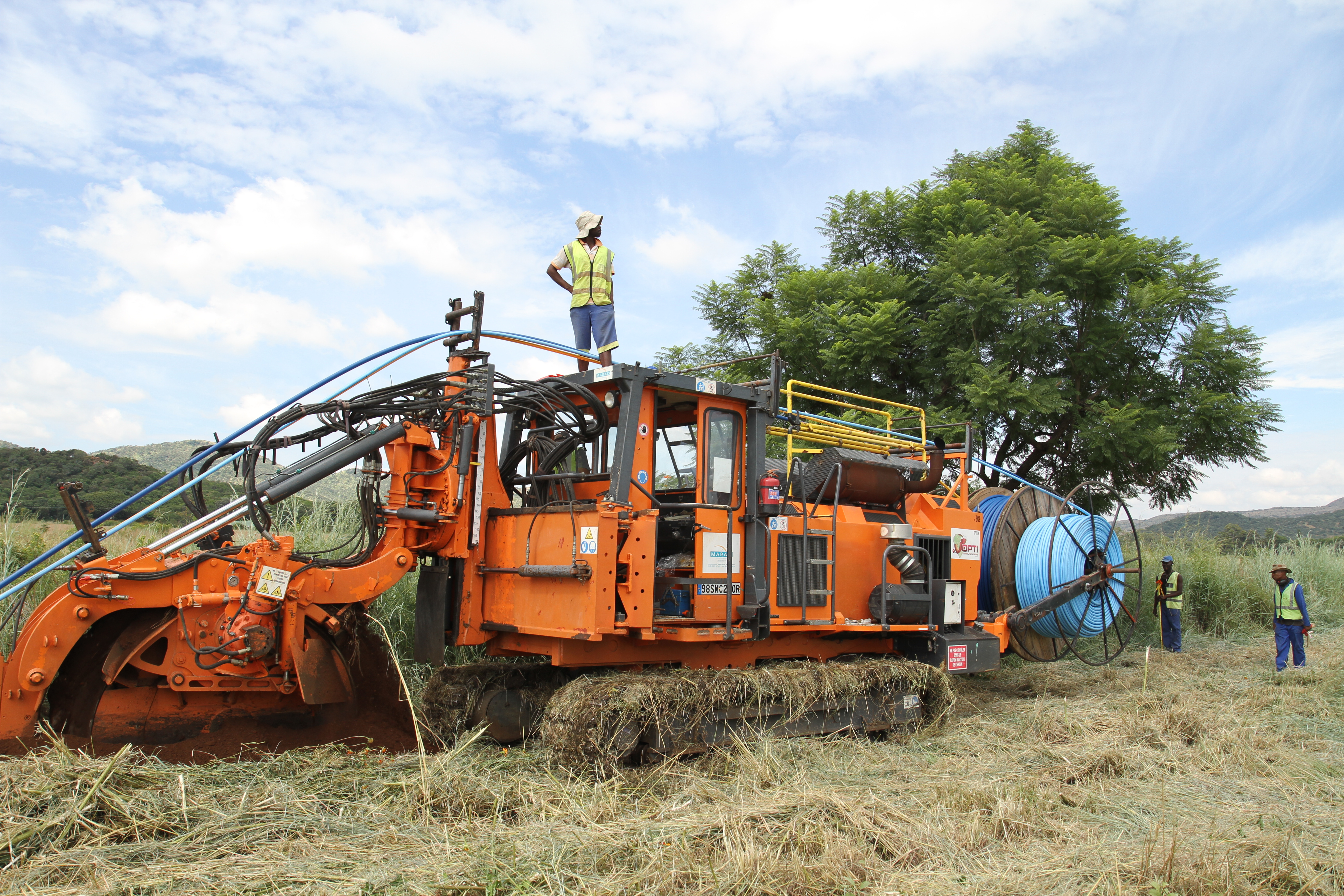
Zanjadora de rueda en Sudáfrica

La zanjadora o excavadora de zanjas es una máquina que se emplea en ocasiones donde se necesita instalar varios tubos o cables por debajo de la tierra. Para zanjas de larga distancia, esta máquina puede ser más adecuada que la pala excavadora.

## Tipos
Las zanjadoras existen de distintos tamaños y pueden usar distintas herramientas de corte, según la profundidad y el corte requerido de la zanja y la dureza del suelo. Las zanjadoras necesitan ser manejadas con mucho cuidado debido a que son equipos muy peligrosos.

### Zanjadoras de rueda

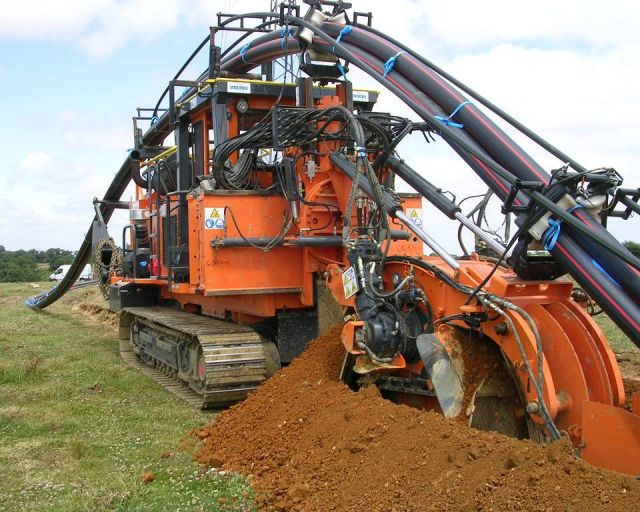
Tendido de redes con una zanjadora de rueda

Una zanjadora de rueda está compuesta de una rueda de metal dentada. Su uso y mantenimiento es más barato y puede cortar suelos más duros que las zanjadoras de cadena. Gracias a su rueda, es posible trabajar en suelos duros y blandos, ya sea homogéneos (rocas compactas, limos, arena) o heterogéneos (roca quebrada, aluviones, morrenas). Esto es cierto debido al hecho de que la rueda de corte trabaja en la limpieza de la zanja. Por consiguiente, es menos sensible a la presencia de bloques en el suelo. También se usa para cortar la calzada para el mantenimiento de la carretera y para tener acceso a las redes ubicadas bajo tierra.
Debido a su diseño, la rueda permite alcanzar con la misma herramienta distintas profundidades en el suelo, manteniendo un ángulo constante de trabajo con un diámetro de la rueda relativamente pequeño (lo que permite reducir el peso, la presión ejercitada en el suelo y la altura, lo cual facilita su transporte).
Por último, los elementos de corte ofrecen muchas ventajas. Estos segmentos (de seis a ocho según el diámetro) se colocan alrededor de la rueda, se le agregan las picas más o menos densas en función de las características que presenta el suelo. Estas herramientas que se pueden cambiar fácilmente de forma manual, permiten ajustar las distintas anchuras de corte en la misma rueda. Las picas se colocan en una configuración semi esférica con el fin de aumentar la extracción de los escombros de la zanja. Las picas son desmontables y hechas con un acero de alta resistencia (picas, acero para herramientas, acero rápido) o carburo de wolframio.
Un sistema de ensanchadores y eyectores permiten quitar los materiales excavados de los bordes de la zanja y evitan así un posible "reciclaje" de los materiales en el cajón de la rueda. Las zanjadoras pueden ser montadas sobre orugas o neumáticos.
La zanjadora de rueda se usa para la excavación de zanjas y el tendido mecánico simultáneo de redes (telecomunicación, electricidad, drenaje, agua, gas, depuración de agua…etc.) en zona rural y urbana.

### Zanjadoras de cadena

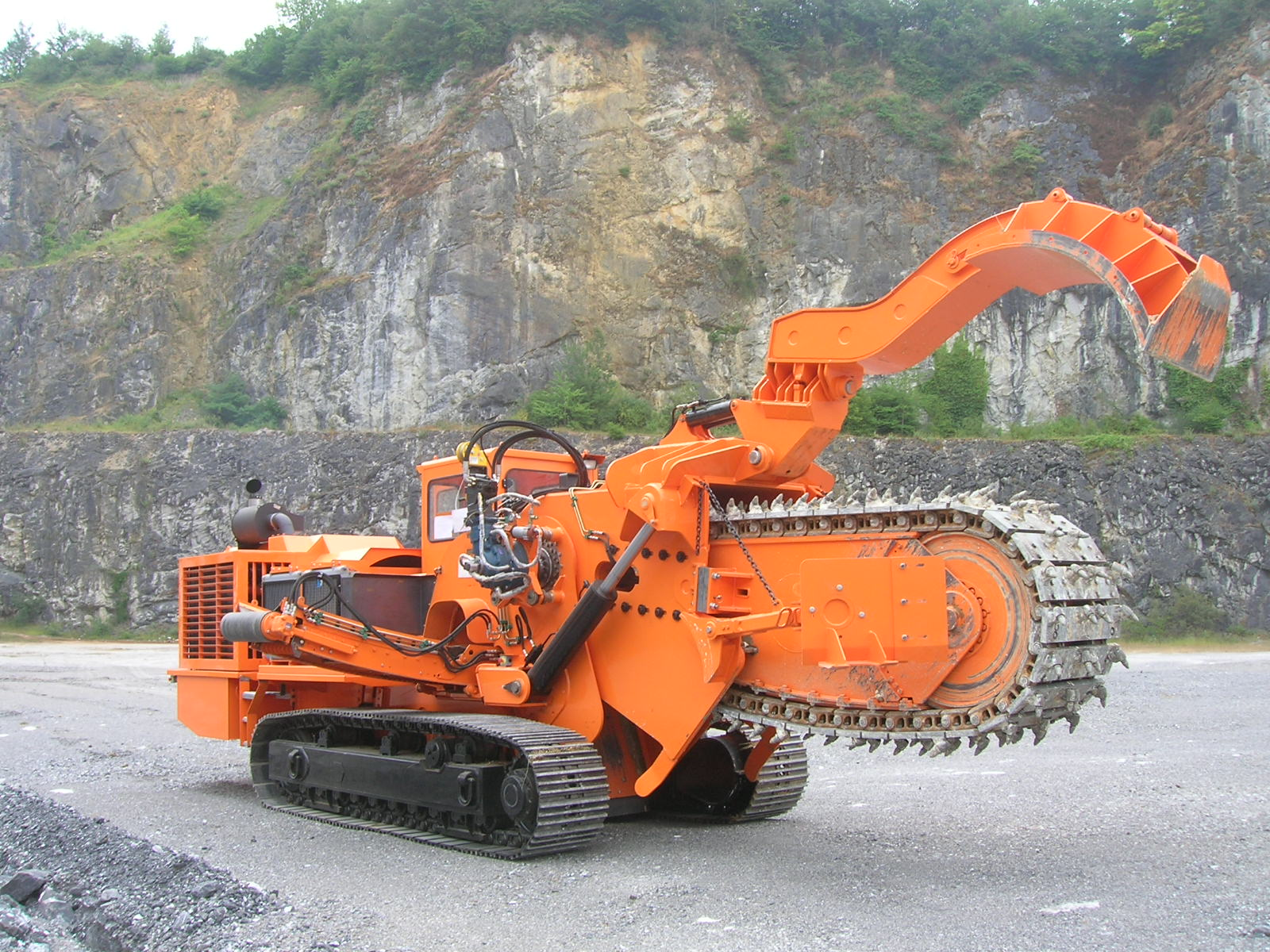
Zanjadora de cadena

Una zanjadora de cadena funciona como una motosierra para remover la tierra. Como útiles de corte se emplean para ello una serie de picas instaladas en la superficie de la cadena.
Este tipo de zanjadora puede cortar suelos muy duros y excavar zanjas profundas. El ángulo de la herramienta se puede ajustar para determinar la profundidad del corte. Para cortar una zanja, la herramienta se mantiene en un ángulo fijo, mientras que la máquina se arrastra lentamente.
La zanjadora de cadena es la herramienta adecuada para la apertura de zanjas con un diámetro importante (telecomunicaciones, electricidad, drenaje, agua, gas, depuración de agua...) en zona rural. La evacuación de los escombros de la zanja se puede hacer a través de una cinta transportadora reversible ubicada a la derecha o a la izquierda de la máquina.
Existen varios métodos para excavar zanjas en suelos rocosos - principalmente la perforación, la voladura, los martillos hidráulicos y las zanjadoras de cadena. La selección del método de excavación de zanja debe tener en cuenta una serie de características de las rocas y de la máquina. Se sugiere que las ventajas de utilizar una zanjadora de cadena en un suelo rocoso adecuado superan las limitaciones y pueden aumentar el coste-beneficio y tener menos efectos ambientales negativos en comparación con otros métodos.

### Micro zanjadoras

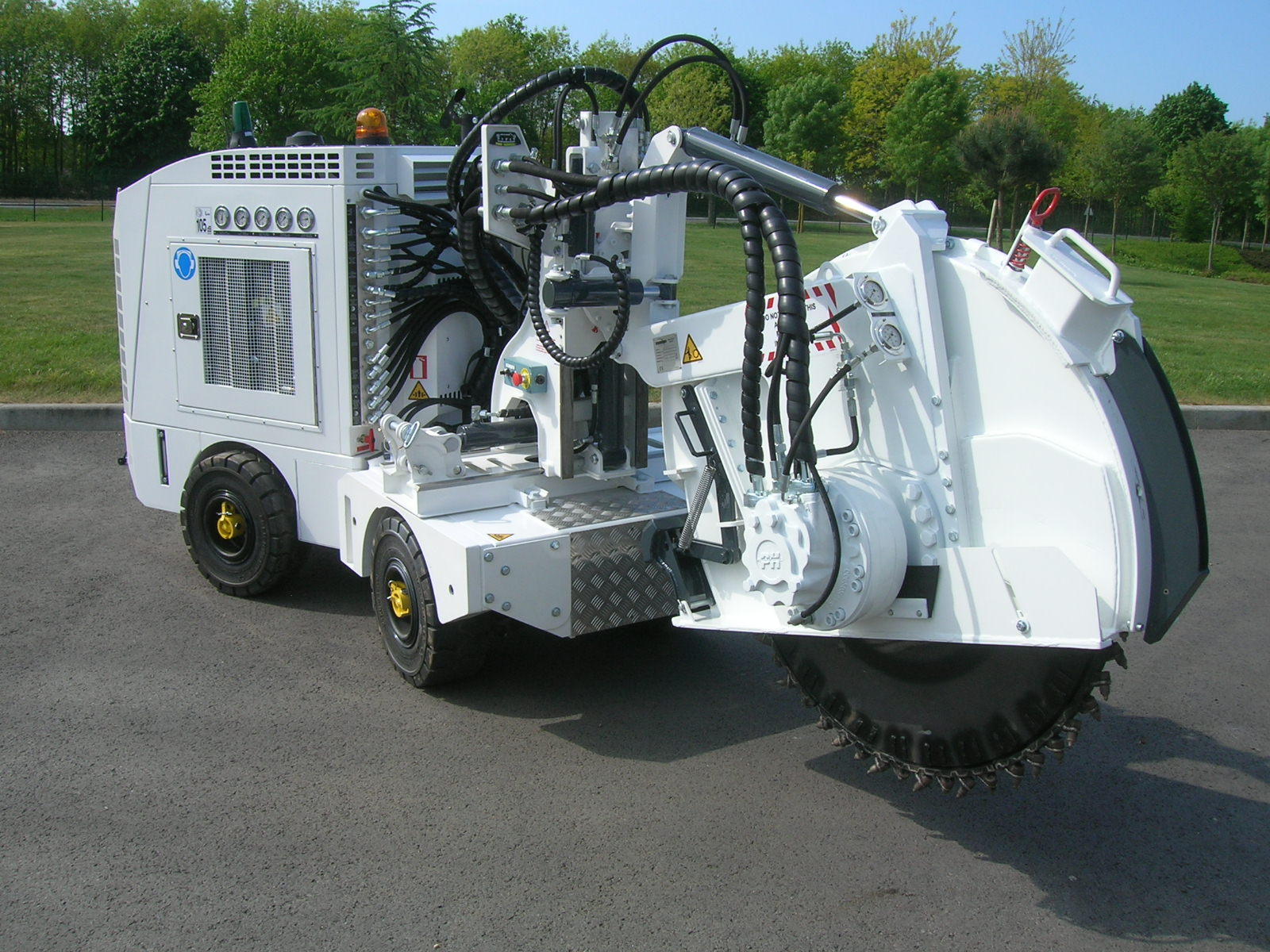
Micro zanjadora Side Cut

Las micro-zanjadoras son especializadas para el trabajo en zona urbana. Es un vehículo de dimensión reducida para zanjar en la acera o en calzadas estrechas. Realiza micro zanjas para el despliegue de redes de telecomunicación, especialmente para las conexiones FTTx.

### Zanjadoras portátiles

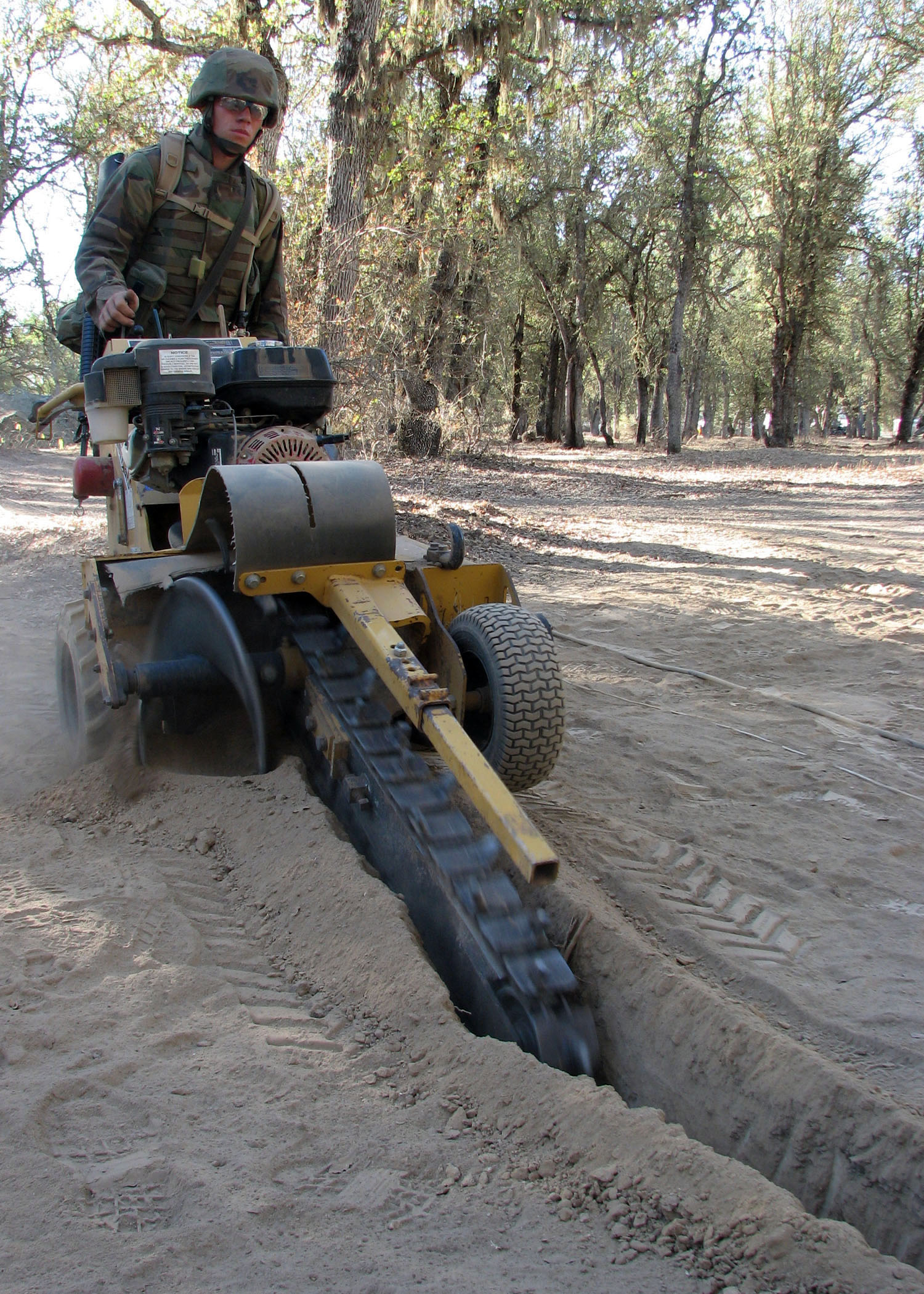
': Excavadora de zanjas portátiles.

Es igual a las excavadoras de zanjas de cadena más grandes, pero tiene un peso de 90 kg (Imagen 5). Las zanjadoras portátiles tienen cadenas con dientes que tienen puntas de Widias. Con ellos no solo agujerea la tierra, sino que permite una mayor capacidad de destrucción en materiales con piedras o raíces. El motor a explosión o también llamados a gasolina -no vienen con motores eléctricos- permiten el movimiento de la cadena con sus dientes y logran autopropulsar la misma zanjadora.

### Fabricantes notables
- MARAIS